# (27765) Brockhaus
(27765) Brockhaus es un asteroide perteneciente al cinturón de asteroides, descubierto el 10 de septiembre de 1991 por Freimut Börngen desde el Observatorio Karl Schwarzschild, en Tautenburg, Alemania.

## Designación y nombre
Designado provisionalmente como 1991 RJ41. Fue nombrado Brockhaus en honor al editor alemán Friedrich Arnold Brockhaus que en el año 1805 fundó la editorial F. A. Brockhaus. Instaló su sede en Leipzig desde el año 1817, siendo principalmente conocida por sus enciclopedias, que sirvieron como modelos para otros libros de referencia.

## Características orbitales
Brockhaus está situado a una distancia media del Sol de 2,282 ua, pudiendo alejarse hasta 2,573 ua y acercarse hasta 1,992 ua. Su excentricidad es 0,127 y la inclinación orbital 7,678 grados. Emplea 1259 días en completar una órbita alrededor del Sol.

## Características físicas
La magnitud absoluta de Brockhaus es 14,8. Tiene 2,614 km de diámetro y su albedo se estima en 0,374.